# Пригоди полтинника
«Пригоди полтинника» (1929) – німа стрічка режисера Аскселя Лундіна за мотивами дитячих оповідань письменника й політичного діяча Володимира Винниченка «Федько-халамидник» і «Бабусин подарунок», знята на Київській кінофабриці ВУФКУ.  
Сценарій до фільму написав Микола Бажан – поет-футурист, перекладач і редактор журналу «Кіно».

## Сюжет
Діти з робітничих кварталів у латаному одязі з чужого плеча весело і безтурботно проводять свій вільний час на вулицях Києва — скочуються із засніжених гірок, випробовують сили на краю глибоких урвищ і навіть підкорюють скреслу кригу Дніпра. Лише крізь шпаринку у паркані вони можуть зазирнути і побачити, як відпочивають багатії. Хлопець Федько, якого через бешкетливий і норовливий характер називають «халамидником», придумує щораз ризикованіші розваги, через що часто отримує «на горіхи» від дорослих та щиру відданість і повагу серед друзів.

## Цікаві факти
У «Пригодах полтинника» знялися діти, частина із яких справді безпритульні сироти. Вони майстерно втілюють драматичну напругу фільму, що поступово наростає і наприкінці стрічки засобами пришвидшеного монтажу і багаторазових експозицій набуває експресіоністичних форм.
У журналі «Кіно» фільм подається як «рідкісний приклад ощадливості», оскільки майже весь він знятий на натурі, лише п’ята його частина – в павільйоні. Завдяки цьому можна побачити кадри весняного Києва 1928 року.
Сучасний музичний супровід до фільму на замовлення Довженко-Центру створив Альберт Цукренко (учасник гурту «Хамерман знищує віруси»). 
Стрічку можна подивитися в онлайн-кінотеатрі Довженко-Центру.